# La batalla dels turons del whisky
 La batalla dels turons del whisky  (títol original en anglès: The Hallelujah Trail) de John Sturges és una paròdia de western estatunidenc estrenada el 1965. Ha estat doblada al català.

## Argument
Quan el 1867 la carestia d'alcohol amenaça la ciutat de Denver, Colorado, l'hivern fa furor i està en perill l'arribada d'una comitiva de quaranta furgons amb sis-cents barrils de whisky i de xampany. Els sioux aguaiten, al llarg de la pista Hallelujah, la comitiva procedent de Julesburg, mentre les dames de la Lliga de temperança amb al seu cap Cora Templeton Massingale, esperen oposar-se a l'arribada de l'alcohol. Al capdavant de la comitiva, es troba Frank Wallingham sota la protecció del destacament de cavalleria del capità Paul Slater.

## Repartiment
- Burt Lancaster: el coronel Thaddeus Gearhart
- Lee Remick: Cora Templeton Massingale
- Donald Pleasence: « Oracle » Jones
- Brian Keith: Frank Wallingham
- Jim Hutton: el capità Paul Slater
- Pamela Tiffin: Louise Gearhart
- Martin Landau: el cap « L'home que va amb l'esquena corbada »
- John Anderson: el sergent Buell
- Robert J. Wilke: el cap «Cinc Bótes»
- Tom Stern: Kevin O'Flaherty
- Dub Taylor: Clayton Howell
- John Dehner: El narrador (veu)
- Val Avery: el barman de Denver
- Bill Williams (no surt als crèdits): el tinent Brady
- Whit Bissell
- Helen Kleeb
- Noam Pitlik
- Billy Benedict
- Hope Summers
- Ted Markland
- Larry Duran
- Jerry Gatlin
- Marshall Reed
- James Burk
- John Mac Kee
- Bing Russell
- Buff Brady
- Carl Pitti